# Черёмухин, Николай Алексеевич
Николай Алексеевич Черёмухин (13 мая 1928 — 30 ноября 2008) — ликвидатор аварии на ЧАЭС, военный врач, начальник отдела медицинской защиты Штаба гражданской обороны при Совете Министров УССР, один из ведущих организаторов спасательных мероприятий в зоне катастрофы на ЧАЭС.

## Биография
Николай Алексеевич Черёмухин родился 13 мая 1928 в селе Чукановка (ныне — в составе города Бобров Воронежской области). Там же он окончил среднюю школу и в 1947 г. поступил в Киевское военно-медицинское училище, клинической базой которого был 408-й Окружной военный госпиталь (ОВГ). В 1951 г. Николай Алексеевич был направлен на учёбу в Военно-медицинскую академию (ВМедА) им. С. М. Кирова.
13 марта 1961 года, когда в Киеве произошла техногенная катастрофа, Куренёвская трагедия, капитан медицинской службы, командир медсанбата 6-го отдельного инженерно-противохимического полка МВД СССР Николай Черемухин вместе с другими военными спасал людей, попавших под обрушившийся на Куреневку гигантский грязевой вал.
С 1964 года служил в Группе советских войск в Германии: начальник ЛОР-отделения 1420-го военного базового госпиталя, главный отоларинголог объединения.
С 1969 года — старший ординатор отделения военно-лётной экспертизы 408 ОВГ (Киев), где по заданию главного отоларинголога КВО полковника медицинской службы В. Т. Скопинцева вёл также больных в ЛОР-отделении и консультировал пациентов инфекционного, гематологического и туберкулёзного отделений госпиталя.
С 1973 года — начальник отдела медицинской защиты Штаба гражданской обороны при Совете Министров УССР. Вместе с заместителями и главными специалистами Министерства здравоохранения Украины разрабатывал планы и руководящие документы для органов управления, формирований и учреждений по работе в мирное и военное время в очагах массового поражения отравляющими веществами, радиацией, бактериологического заражения и других стихийных бедствий.

### Работа в зоне катастрофы
С третьего дня Чернобыльской трагедии Николай Алексеевич непосредственно организовывал спасательные мероприятия в Припяти, Чернобыле и в 40 насёленных пунктах 30-километровой зоны Чернобыльской атомной электростанции, где подвергся радиационному облучению с исходом в хроническую лучевую болезнь.
13 июня 1986 он был эвакуирован со станции в состоянии клинической смерти. После 4,5 месяцев реабилитации от лучевой болезни получил статус инвалида II, а позже — I группы. За 2,5 месяца пребывания в зоне он накопил 11 радиоактивных элементов и получил дозу облучения более 40 БЭР (0,4 Зиверт).

Работал почти круглосуточно, спал по 2—3 часа. Глубину и масштабы трагедии постигал на месте. Не всё понимал, не обо всём мог говорить. Да и некогда было. Время было спрессовано: даже о доме, где оставался годовалый внук, некогда было подумать.
В первые же дни правительственная комиссия решала, как тушить реактор. Вначале использовали бариевый порошок. Не помогло. Привезли затем целый состав свинца. Но и это не помогало. Было решено — засыпать песком. Над реактором летали вертолёты, сбрасывая мешки. Из реактора поднимался мощный факел из песка, радиоактивного графита и свинца. А потом приехали шахтёры из Донецка. Они сделали подкоп под реактор и поставили охлаждающее устройство. Если бы не они, кто знает, что с нами всеми было бы.
Эвакуация происходила быстро и четко: сначала мы вывозили женщин с детьми, беременных. А мужчины ведь практически все работали на смене на ЧАЭС. Люди эвакуировались налегке, никто ведь не думал, что это надолго. Думали, что на 2—3 дня. Выселили 50000 населения г. Припяти и 12000 жителей г. Чернобыля.
Я был врачом, мы оказывали помощь работникам станции и определяли, кого первым увозить самолетом в Москву, в Киев. Сначала лекарств не хватало, а потом со всего Союза стали присылать. Сельское население не хотело уезжать, у многих был домашний скот. Государство скупило скот у людей и он был забит, затем захоронен в могильниках.

Это ошибка правительства, может даже преступление, что оно не сказало правду сразу. Ведь когда иностранцы приезжали из МАГАТЭ, то им все сказали и цифры показывали. Народ нужно информировать всегда и вовремя. Тогда врачам будет меньше работы.— Власюк А., Петровская С., Пророченко А., Чимерис Т., Шуваев В. «Глубину и масштаб трагедии постигал на месте» // Кловские новости. Спецвыпуск. — Киев, 1997. — С. 2—3.
В ходе своей хирургической практики он выполнил около 25.000 ЛОР-операций. Им были написаны более 50 научных работ, 16 из которых были открыто опубликованы, а более 30 — опубликованы в закрытой печати. Создал несколько учебных фильмов о работе в зонах массового поражения, которые продолжают использоваться в образовательных целях в МЧС и армии. Полковник Черемухин был награждён орденом «Знак Почёта» и 20 медалями. Скончался от рака в возрасте 80 лет 30 ноября 2008. Похоронен на Байковом кладбище в Киеве.

## Семья
Жена — Виолетта Черёмухина;
- дочь — Ольга.